# Горно Оризари (Велес)
Горњи Оризари (мкд. Горно Оризари) су насеље у Северној Македонији, у средишњем делу државе. Горњи Оризари су насеље у оквиру општине Велес.

## Географија
Горњи Оризари су смештени у средишњем делу Северне Македоније. Од најближег града, Велеса, село је удаљено 8 km југозападно.
Село Горњи Оризари се налази у историјској области Повардарје. Село се сместило у јужном делу Велешке котлине, на приближно 310 метара надморске висине. Западно од села издиже се планина Јакупица, а јужно Бабуна. Источно од села протиче речица Тополка.
Месна клима је измењена континентална са значајним утицајем Егејског мора (жарка лета).

## Становништво
Горњи Оризари су према последњем попису из 2002. године имали 2.262 становника.
Већинско становништво у насељу су Бошњаци (90%), а остатак су махом етнички Македонци. Турци су раније чинили целокупно сеоско становништво, а потом су се спонтано иселили у матицу. До 1953. године село је било у потпуности насељено Турцима, који су се масовно исељавали у Турску, а на њихово место су се досељавали Бошњаци из Рашке области (Србија).
| Националност | Укупно        |
| Бошњаци      | 2.032 (89,8%) |
| Македонци    | 113 (5,0%)    |
| Албанци      | 66 (2,9%)     |
| Срби         | 1 (1,0%)      |
| остали       | 29 (1,3%)     |

Претежна вероисповест месног становништва је ислам, а мањинска православље.

## Знаменитости
У селу се одржава манифестација „Бошњачки средби“.
Село има земљорадничко-сточарску функцију, али велики број становништва учествује у дневним индустријским миграцијама. У селу се налази осмогодишња основна школа, амбуланта, пошта, продавнице и угоститељски објекти. Село има урбанистички план.